# GSC2406-798
GSC2406-798 — хімічно пекулярна зоря спектрального класу A2, що має видиму зоряну величину в смузі V приблизно  0,0.

## Пекулярний хімічний вміст
Зоряна атмосфера GSC2406-798 має підвищений вміст 
Si
.